# Joseph Thomas Cunningham
Joseph Thomas Cunningham, född 1859 i London, död 1935, var en engelsk zoolog.
Cunningham blev 1883 extra ordinarie professor i naturalhistoria i Edinburgh. Han gav ut ett stort antal arbeten, dels om fiskarnas embryologi, dels värdefulla inlägg i evolutionsteoretiska spörsmål, där han bland annat  kritiserade selektionsläran. Av hans större arbeten kan nämnas: The eggs and larvae of teleosteans (i "Transactions of Royal Society", 1887), On the histology of ovary in certain marine fishes (i "Quarterly journal of microscopical science", 1897) och Sexual dimorphism in the animal kingdom (1900).